# Powstanie Comuneros w Kastylii

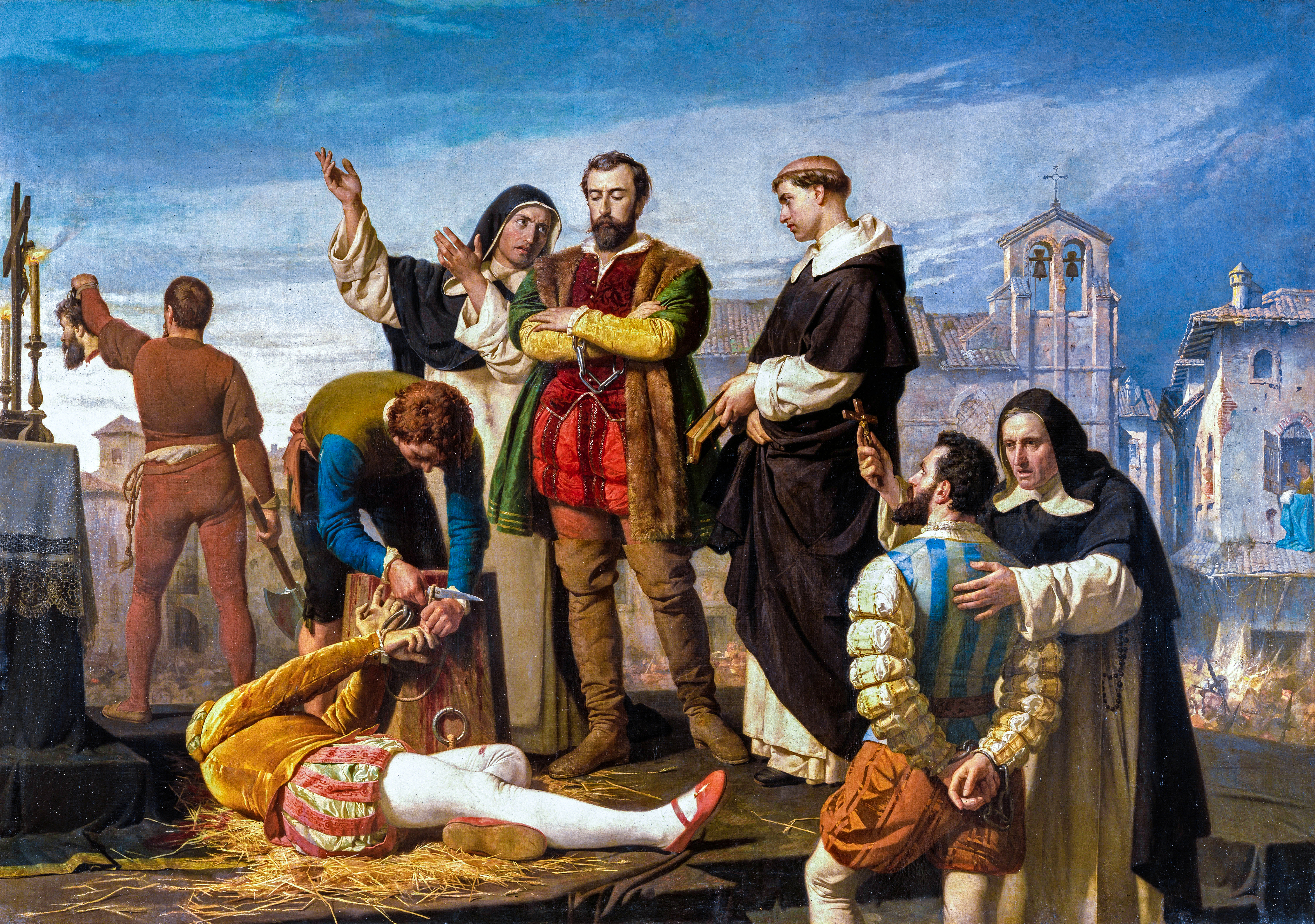
Stracenie Comuneros w Kastylii pędzla Antonia Gisberta

Powstanie Comuneros w Kastylii (hiszp. Guerra de las Comunidades de Castilla) – rebelia w Hiszpanii w latach 1520–1522 przeciwko habsburskiemu królowi Hiszpanii Karolowi V (który był także cesarzem rzymskim w ŚCR i arcyksięciem austriackim), zakończona porażką powstańców.

## Wprowadzenie
W roku 1516 zmarł król Ferdynand II Aragoński, który dzięki małżeństwu z Izabelą I Kastylijską położył podstawy dla politycznego zjednoczenia Hiszpanii. Ferdynand nie pozostawił po sobie synów, w wyniku czego sukcesja przeszła na rzecz rodu Habsburgów. Córka króla Joanna, żona Filipa Pięknego zmarłego w roku 1506, uczyniła głównym spadkobiercą syna Filipa Karola. Karol, urodzony w roku 1500 we Flandrii nie był jednak popularny w Hiszpanii i uważany był za obcego. W chwili śmierci Ferdynanda liczył zaledwie 16 lat, jednak na skutek choroby psychicznej matki (oficjalnej regentki) podjął próby zdobycia władzy.
W roku 1519 jako Karol V, został wybrany królem niemieckim, a dynastia Habsburgów stała się europejską potęgą. Stało się to powodem długich i kosztownych wojen z największym konkurentem Habsburgów: Francją. Karol powrócił też do swoich hiszpańskich planów, podnosząc znacznie podatki w kraju dotkniętym suszą oraz nieurodzajem, co jeszcze bardziej przyczyniło się do ubożenia ludności. W roku 1519 Karol przebywał za granicą, troszcząc się o sprawy cesarstwa, wysyłając do Hiszpanii namiestnika Adriana z Utrechtu, późniejszego papieża Hadriana VI. Hiszpanie wykorzystali tę sytuację do wywołania powstania.

## Przebieg powstania
Rebelia rozpoczęła się 16 kwietnia 1520 r. w mieście Toledo. Adrian wraz z kilkoma przedstawicielami władzy Karola zostali wypędzeni, a powstańcy zamierzali stworzyć nowy rząd. Matka Karola tymczasem znajdowała się w zamku w Tordesillas, gdzie była więźniem syna, pomimo swojej choroby, która nie pozwalała jej na zajmowanie się polityką.
Stojący na czele powstania Juan de Padilla oraz Pedro Lasso wezwali innych przywódców do przyłączenia się do rebelii. W miejscowości Avila powołana została Santa Junta de las Comunidades, która stanowiła zalążek nowego rządu hiszpańskiego. Rozpoczęto też tworzenie nowej armii, co nie zapobiegło odbiciu przez wojska Adriana miasta Medina del Campo.
Comuneros tymczasem zdobyli Tordesillas, gdzie uwolnili Joannę z niewoli, uznając ją za suwerennego władcę Hiszpanii. Karol tymczasem pozyskiwał szlachtę, spośród której formował swoją armię. Na skutek uradykalnienia się ruchu powstańczego, do którego przyłączali się chłopi i mieszczanie, sojusz z Karolem był dla szlachty szansą utrzymania przywilejów. Wkrótce rebelianci doszli do wniosku, że wybrana przez nich królowa na skutek swojej choroby nie jest w stanie wydawać odpowiednich edyktów. Karol tymczasem przystąpił do kontrofensywy, odbijając Tordesillas, gdzie ponownie uwięził matkę, która pozostała w miejscowym zamku aż do śmierci 35 lat później.
W międzyczasie Padilla, który został usunięty ze stanowiska głównodowodzącego powstania, ponownie został nim mianowany po pierwszych porażkach. W roku 1521 jego wojska pokonały siły Karola w bitwie pod Torrelobatón, co jednak nie było w stanie odwrócić losów powstania na skutek przewagi liczebnej przeciwnika, który ściągał posiłki z całego cesarstwa. 23 kwietnia 1521 r. wojska Habsburgów zadały powstańcom decydującą klęskę w bitwie pod Villalar. Trzej czołowi dowódcy powstańców, Juan de Padilla, Francisco Maldonado i Juan Bravo zostało straconych następnego dnia w Villalar. Ostatnim źródłem oporu było Toledo, którego obroną dowodziła wdowa po Padilli, Maria Pacheco. 25 października wynegocjowała ona z Karolem warunki kapitulacji, w wyniku której obrońcy miasta zachowali życie. Na początku roku 1522 walki wybuchły jednak na nowo, po raz kolejny kończąc się porażką powstańców. Maria Pacheco zbiegła wówczas do Portugalii.

## Podsumowanie
Po upadku powstania Karol V stał się niekwestionowanym władcą Hiszpanii popieranym przez szlachtę. Kraj stał się główną areną cesarstwa, do którego zaczęło wkrótce napływać złoto i srebro z kolonii amerykańskich. Przyczyniło się to do rozbudowy armii lądowej oraz floty hiszpańskiej, a także odbudowy kraju. Ludność cywilna miała jednak z tego niewielkie korzyści. Na dodatek, w wyniku olbrzymiej inflacji spowodowanej wielkim importem metali szlachetnych, gospodarka kraju znacznie się osłabiła. Autorytarne rządy Karola V oraz jego syna Filipa II osłabiły pozycję państwa, co wykorzystały w następnych dekadach największe państwa konkurencyjne, Francja i Anglia.